# Bislée
Bislée is een gemeente in het Franse departement Meuse (regio Grand Est) en telt 62 inwoners (2009). De plaats maakt deel uit van het arrondissement Commercy.

## Geografie
De oppervlakte van Bislée bedraagt 4,9 km², de bevolkingsdichtheid is dus 12,7 inwoners per km².
De plaats ligt op de rechteroever van de Maas, in een meander van de rivier.
De onderstaande kaart toont de ligging van Bislée met de belangrijkste infrastructuur en aangrenzende gemeenten.

## Demografie
Onderstaande figuur toont het verloop van het inwonertal (bron: INSEE-tellingen).